# Kumin Viktória
Kumin Viktória, Nagy (1975. szeptember 26. –) műsorvezető, riporter. Férje Kumin Ferenc politológus, diplomata.

## Élete
1998-ban az RTL-nél volt gyakornok. Ezután a TV2 Jó reggelt, Magyarország című műsorát vezette. A Fix TV-nél is dolgozott. 2000-2005 között a Duna TV műsorvezetője volt. 2005-től 2011 novemberéig újra az RTL műsorvezetője volt. Jelenleg[mikor?] az állami média Kossuth Rádió adójának Trendidők műsorát vezeti.